# Medal of Freedom (1945)

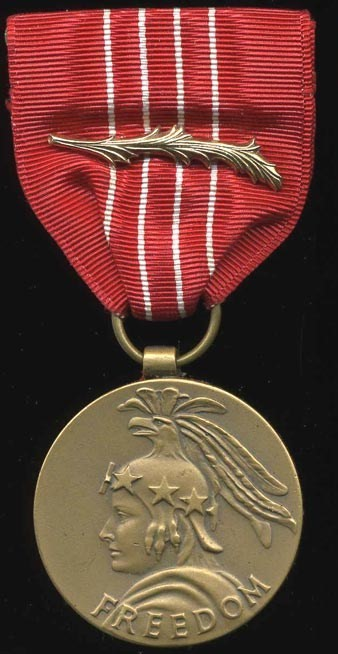
Die Medal of Freedom, 1945–1963 (mit Zweig für Tapferkeit)

Die Medal of Freedom („Freiheitsmedaille“) war in der Zeit nach dem Zweiten Weltkrieg neben der Medal for Merit eine der beiden höchsten zivilen Auszeichnungen der Vereinigten Staaten und direkte Vorgängerin der Presidential Medal of Freedom.

## Geschichte
Am 6. Juli 1945 unterzeichnete Präsident Harry S. Truman die Verordnung Nr. 9586 zur Einrichtung einer Freiheitsmedaille, um verdiente Personen des öffentlichen Dienstes während des Zweiten Weltkrieges zu ehren.
In der entsprechenden Executive Order No. 9586 vom 6. Juli 1945, in der gültigen Fassung vom 3. April 1952, heißt es: „Die Medaille kann vom Präsidenten wie in dieser Verordnung bestimmt an jede Person vergeben werden, die einen besonders verdienstvollen Beitrag geleistet hat, (1) zur Sicherheit oder nationalen Interessen der Vereinigten Staaten, oder (2) den Weltfrieden, oder (3) kulturelle oder andere wichtige öffentliche oder private Unternehmungen.“
Die Freiheitsmedaille kann auch posthum verliehen werden, wenn sie der Träger durch eine Tat verdient, während deren Ausführung er ums Leben kam. Wird die Freiheitsmedaille für einen Akt der Tapferkeit verliehen, so kann dies auf dem Band durch eines Palmzweig in Bronze, Silber oder Gold gewürdigt werden.
Am 22. Februar 1963 erneuerte John F. Kennedy die Auszeichnung schließlich unter dem Namen als Presidential Medal of Freedom, unter dem sie noch heute verliehen wird.

## Träger (Auswahl)
- 1945: Elaine Delhaye-Gill, Anna M. Rosenberg, Andrée de Jongh, Marie Louise Dissard, Jannetje Johanna „Jo“ Schaft, Gero von Schulze-Gaevernitz, Gunnar Sønsteby, Edward Williams
- 1946: John Kenneth Galbraith (erhielt 2000 die Presidential Medal of Freedom), Homer Morrison Byington, Jr., Andrew C. Berry, Horacio de la Costa SJ, Thomas Francis Jr., William Stephenson, Margaret Utinsky, Pridi Phanomyong, Johan Hendrik Weidner
- 1947: Marlene Dietrich, J. Warren Madden, Wilfrid Reid „Wop“ May, Fritz Molden, James Collip, Roxbee Cox, Charles Gairdner, Ninette Hélène Jeanty Raven[5]
- 1949: Andrée de Jongh, Marie Louise Dissard, Helen Kirkpatrick Milbank, Nancy Wake, Fritz Zwicky
- 1953: Jan Thijssen (postum)
- 1954: John Steinbeck, Geneviève de Galard Terraube
- 1955: Robert B. Anderson, Fred Andrew Seaton
- 1956: John von Neumann
- 1957: Charles Erwin Wilson
- 1958: Lewis Strauss
- 1959: John Foster Dulles, Neil H. McElroy, Donald A. Quarles
- 1961: James H. Douglas, Thomas S. Gates, Andrew J. Goodpaster, Gordon Gray, Christian Herter, George Kistiakowsky, Paul-Henri Spaak